# Сулей, Залика
Залика Сулей (фр. Zalika Souley, 7 октября 1947 — 27 июля 2021) — актриса Нигера, первая киноактриса к югу от Сахары и одна из первых актрис африканского кино.

## Жизнь
В 19 лет Залика сыграла главную женскую роль в фильме Мустафы Алассана 1966 года «Возвращение авантюриста». Большая часть её более поздних работ была с Умару Ганда: Cabascabo (1968), Le Wazzou polygame (1971), Saïtane (1972) и L’Exilé (1980). Она также играла в фильмах Мустафы Алассана «Женщины Машины Виллы Деньги» (Women Cars Villas Money) (1972), в «Петанки» Йео Козолоа (1983) и «Чёрном рассвете» (Aube noire) Джингарея Майги (1983).
Залике нравились атрибуты богатства и славы, она прославилась публичным поведением, которое тогда считалось провокационным, например, одевалась в брюки. Однако с 1980-х годов киноиндустрия Нигера пришла в упадок. Документальный фильм Рахмату Кейты 2004 года «Аллесси… Африканская актриса» изображает жизнь Сулей. К тому времени, когда Кейта снимала свой фильм, Сулей и её четверо детей жили в двухкомнатном доме в Ниамее без еды и воды. Фильм закончился информацией о том, что Залика сейчас работает горничной в Европе после того, как в 2000 году была вынуждена эмигрировать.
Залика Сулей скончалась 27 июля 2021 года после продолжительной болезни.